# ニュースなっとく福岡
ニュースなっとく福岡（ニュースなっとくふくおか）は、NHK福岡放送局が2008年3月31日から2011年3月10日まで、福岡県西部向けに放送していたローカルニュース番組である。

## 概要
2008年3月31日放送開始。
前身は『ニュースいちばん星』で、NHKの経営改革のあおりを受けそれまで夕方の情報番組とニュースを統合したものを3年ぶりに再分離、ニュース番組として再出発したものであった。しかし、“福岡の夕方の顔”であった山下信が2度目の東京単身赴任となったこともあり、わずか1年で幕を閉じた。山下は年齢的に定年退職が近くなったため夕方のニュースから引退。新たに、それまで『NHKニュースおはよう日本』を担当していた長崎県出身の松尾剛をメインキャスターに迎え、そのパートナーにはこの枠としては4年ぶりに契約キャスターを起用した。番組は松尾のキャラクターを前面に押し出したもので、松尾も山下に倣い自ら取材に出ることも少なくなかった。
なお、北九州局も、11年続けた『NEWSシャトル北九州』を打ち切り、『こんばんは北九州』をスタート。こちらは柴崎行雄が『世界一周!地球に触れる・エコ大紀行』の関係で福岡局にスライドしたこともあり東京から後藤理が呼び戻されたが、女性陣はそのまま残った。
2011年度改編による松尾の『新サタデースポーツ』『サンデースポーツ』キャスター就任で、番組の終了が決まった。しかし東北地方太平洋沖地震発生で実際には3月10日の放送が最終回となり、以後は北九州ともども土日祝日並みの態勢でストレートニュース形式を取らざるを得ず、松尾が離任挨拶を行ったのはこの番組ではなく3月25日の『NHKニュース』であった。この日は、震災が無ければ本来の最終回で、松尾以外に離任する人がいれば共に挨拶をする筈であった。なお、松尾はそれから9年後の2020年春に広島放送局に赴任した際、平日18時台の広島県内向けニュース番組『お好みワイドひろしま』のキャスターに就任している。

## 放送エリア
全県のニュース放送が基本であるが、番組の性質上、特に下記のエリアのニュースが中心となった。
- 福岡市
- 宗像地域（宗像市および福津市）
- 粕屋地域（古賀市および糟屋郡）
- 糸島市
- 筑紫地域（筑紫野市、春日市、大野城市、太宰府市および那珂川市）
- 朝倉地域（朝倉市および朝倉郡、実質筑後扱い）
- 久留米広域圏（久留米市、小郡市、三井郡大刀洗町、うきは市、大川市および三潴郡大木町）
- 八女地域（八女市、筑後市及び八女郡広川町）
- 有明地域（大牟田市、柳川市およびみやま市）

### 備考
筑豊地域については、状況に応じて福岡・北九州が分担して取材しているが、視聴できる番組は『こんばんは北九州』である。

## 放送時間
平日 18:10 - 18:58.55

### 備考
- 共通中継など一部コーナーが福岡以外の九州・沖縄各局の同枠番組でも放送。但し、各局で自県のニュースを優先させる必要がある場合は当該局では放送されないほか、ブロック対象の重大な事件が発生した場合は、ブロック枠を前半で放送し、残りが各局放送となった。
- 共通中継の時間は概ね18:35から5分間だが、各局の編成により難しい場合はVTR放送となった。
- 祝日は休止し、18:45 - 18:58.55の枠で通常スタイルのニュースが放送された。
- 臨時ニュースなど特別の事情により、短縮・休止となることがあった。

## 主なコーナー
以下のうち一部は『こんばんは北九州』でも放送された。
ブロック共通企画
「追放!飲酒運転」など、九州沖縄9局による共同企画・取材。
アジア情報「となりのアジア」
なっとくスポーツ
前身は「一投良談」（いっとうりょうだん。木曜日に放送されていた前番組から続く福岡ソフトバンクホークス情報）。山内孝徳退任により終了したのを受け対象スポーツを広げ、連日放送。女性リポーターが交替で進行役を務めた。
大相撲○場所郷土力士情報
魁皇、琴奨菊ら福岡県出身力士のその日の結果を、福岡局の相撲担当アナウンサーと電話で結び伝える。九州場所が行われる11月は会場の福岡国際センターの放送席から顔出しで伝える。なお場所前の金曜日の放送では展望を行う。

## 出演

### メインキャスター
- 松尾剛
- 秋山千鶴（元徳島局契約キャスター）
この枠では4年ぶりとなる非正職員アナウンサーキャスター。「一投良談」の聞き手、『お元気ですか日本列島』の九州・沖縄ニュースも担当。

### リポーター
2008・2009年度
- 梶田温子（かじた・みつこ）
番組開始から2年間リポーターとしてエリア内を始め、九州を精力的に回った。2010年3月12日の放送を最後に降板・退局。2010年度は高松局へ移り夕方の新番組『ゆう6かがわ』でキャスターを務めたが、同年末に退局。
- 林田真穂（主婦リポーター。メインの松尾よりも年上のようである）

2010年度
- 松永友美（民放各局の勤務経験あり）
- 松尾衣里子（武闘派の側面を持つ。CSテレビ局で制作デスク経験あり）
- 高橋香央里（福岡大学まで陸上競技を続けていた。その関係でアナウンサーの山田重光と因縁があるという）

### スポーツ関係
- 山内孝徳（元南海ホークス投手、「一投良談」コメンテーター）
『おっしょい!福岡』時代から4番組にわたり10年間コーナーを担当した。最終日（2009年12月28日）には、前番組のアンカーだった東京の山下信と守本奈実からのメッセージが贈られた。
- 三瓶宏志（2008年9月から、大相撲福岡県出身力士情報）
三瓶が配属されるまでの期間（2008年夏・名古屋場所）については暫定措置として刈屋富士雄アナウンサーが前番組に引き続いて担当していた。
- 佐藤洋之（2010年9月から、同上）
従来相撲担当者が配置されると前任者がどこかへ去っていくのが慣わしであったが、三瓶が残ったため、2011年初場所まで交替で担当した。

このほか、2010年度は「なっとくスポーツ」コーナーを女性リポーター陣が交替で担当・取材。

### 気象情報
- 吉竹顕彰（よしたけ・あきら。日本気象協会九州支社所属気象予報士）
九州大学卒業。同教養部門がNHKや気象協会と同ブロックの六本松から伊都キャンパス（元岡地区）へ引っ越した際には、取材した松尾キャスターの“ガイド”を務めた。普段、九州・沖縄向け以外にも番組半ばで単独コーナーがあった。